# 意大利金皮庸
意大利金皮庸（義大利語：Campione d'Italia，發音：[kamˈpjoːne diˈtaːlja]，發音：[kãˈp(j)ũː]）是一個座落於盧加諾湖湖畔的意大利城鎮，行政上屬伦巴第科莫省的一部份。然而，金皮庸與義大利本土並沒有直接接壤，其全境皆為瑞士提契諾州所包圍，是意大利的外飛地與瑞士的內飛地，金皮庸與義大利本土僅相距1公里。

## 歷史
公元前一世紀，羅馬人在此建立了駐軍城鎮，以保護他們的領土免受赫爾維蒂人入侵。
777年，當地倫巴第領主Campoto的Toto將他的遺產留給了米蘭的大主教。所有權轉移到Sant'Ambrogio修道院。 1512年，提契諾的周邊地區由教皇朱利葉斯二世從科莫主教的所有權轉移到瑞士，感謝在聖盟戰爭中的支持。然而，修道院仍然控制著現在的金皮庸以及盧加諾湖西岸的一些地區。
當提契諾州於1798年選擇成為瑞士聯邦的一部分時，坎波內人民選擇繼續留在倫巴第。1800年，提契諾州提議將另一市镇因代米尼换给意大利，而把坎波內换给瑞士。1814年就此舉行了公民投票，遭坎波內的居民反對。 
1848年，在義大利統一戰爭期間，坎波內請求與瑞士合併。由於當時瑞士希望保持中立，因此這個提案被拒絕了。
1861年義大利統一後，盧加諾湖以西的所有陸地，以及湖泊的一半成為瑞士的一部份，從此瑞士的貿易和運輸不必再通過義大利。義大利領導人墨索里尼在20世紀30年代將“義大利的”（d'Italia）这个修饰词加入坎波內的名字里，並建造了一座裝飾性的城門。以此来强调此飛地的義大利特质。
在第二次世界大戰期間，美國戰略情報局（OSS，中央情報局前身）局長艾倫·杜勒斯透過伯恩情報站在坎波內設置了一個負責對義大利的單位。當時義大利法西斯政權無力控制此飛地。只要美方保持低調，瑞士就無視這種情況。在此期間發行的郵票上刻有“Campione d'Italia”，並以瑞士貨幣計價。

## 經濟與行政
坎波內與瑞士有相當多的經濟和行政整合。由於其特殊的地位，該村的法定貨幣是瑞士法郎，但也廣泛接受歐元。車輛登記牌也不是義大利，而是瑞士；類似的情況，電話系統幾乎完全由瑞士电信運營，因此來自義大利和瑞士以外的所有其他國家的電話（除了呼叫市政廳之外的極少數例外）需要使用瑞士的國際撥號代碼（+41）。寄往坎波內郵件可以使用瑞士郵政編碼及目的地国家瑞士，或使用義大利郵政編碼及目的地國家義大利。
根據雙邊協議，居住在坎波內的義大利人也可以從瑞士境內的許多服務和設施中受益，例如醫院護理，尽管這些服務和設施一般只提供瑞士居民使用。在坎皮奥内工作、但居住在瑞士的居民可以享受瑞士的失业救济及其它政府帮助，但居住在坎皮奥内境内的居民却不能享受这些福利，因为坎皮奥内在法理上是属于意大利的。
與義大利利維尼奧鎮一樣，免徵歐盟增值稅。由於二戰前遺留下來的賭博法律不像義大利或瑞士的法律那麼嚴格，坎波內借这个特殊地位来經營坎皮奥内赌场。
安全由義大利憲兵部隊卡賓槍騎兵負責，該市還有一個地方警隊（Polizia Locale）。消防員和救護車由瑞士人擔任隊員。

## 外部連結
- 意大利坎皮奥内市镇官方網站 （页面存档备份，存于） （意大利文）
- 大利金皮庸界線 （页面存档备份，存于）